# بلبل غبغب‌زرد
بلبل غبغب‌زرد (نام علمی: Poliolophus urostictus) یک گونه از پرندگان آوازخوان از خانواده بلبلان از پرندگان گنجشک‌سان و بومی فیلیپین است.
زیستگاه طبیعی آن جنگل‌های دشت مرطوب نیمه‌گرمسیری یا گرمسیری است.